# Ярославичи (Ленинградская область)
Яросла́вичи (вепс. Vil′häl) — деревня в Винницком сельском поселении Подпорожского района Ленинградской области.

## История
Впервые упоминаются в новгородских писцовых книгах 1496 года. На тот момент Ярославичи относились к Нагорной половине Обонежской пятины.
После екатерининской административной реформы XVIII века Ярославичи относились к Лодейнопольскому уезду Олонецкой губернии.
По данным 1905 года Ярославичи — это группа деревень Скаминского сельского общества при реке Ояти, Шапшинской волости 2-го стана Лодейнопольского уезда.

Куст деревень Ярославичи на карте 1932 года

По данным 1933 года административным центром Ярославского вепсского национального сельсовета Винницкого национального вепсского района, в который входили 27 населённых пунктов: деревни Афонино, Гришино, Заручей, Зиновий Наволок, Капашкина Гора, Кривошеино, Лаврово, Лашково, Левшаково, Лутахино, Матрёновщина, Наргино, Нижнеконная, Никифоровщино, Никулино, Новожилово, Перхина Гора, Путилово, Скамина Гора, Спир(к)ово, Средняя, Тимошино, Феньково, Холодный Ручей, Шляково, Чур-Порог, Чур-Ручей, общей численностью населения 1903 человека, являлась деревня Спирово (Спирково).
По данным 1936 года в состав Ярославского сельсовета с центром в деревне Спирово (Спирково) входили 22 населённых пункта, 356 хозяйств и 16 колхозов.

Куст деревень Ярославичи на карте 1940 года

До второй половины XX века нынешние Ярославичи представляли собой группу смежных деревень, объединённых вокруг старинного Никольского Ярославского погоста (то есть церковного прихода).
Позднее, в источниках советского времени, на месте современных Ярославичей обычно выделялось пять самостоятельных деревень: Берег-Спирово, Берег-Гришино, Берег-Левшаково, Берег-Никулкино и Берег-Тимошкино. С начала 1960-х годов эти населённые пункты в официальных документах уже объединялись под общим названием «Берег».
В 1930-е годы в деревне Берег-Гришино были организованы колхозы «имени Будённого» и «Красный Наблюдатель». После укрупнения 1950 года в Ярославичах остался только «имени Будённого».
По данным 1966 года административным центром Ярославского сельсовета была деревня Берег.
Решением Леноблисполкома № 592 от 31 декабря 1970 года было закреплено современное название. В 1971 году деревни Ярославичи и Берег были объединены в один населённый пункт — деревню Ярославичи.
По данным 1973 года деревня являлась административным центром Ярославского сельсовета в который входили 14 населённых пунктов.
По данным 1990 года в деревне Ярославичи проживали 266 человек. Деревня также являлась административным центром Ярославского сельсовета в который входили 11 населённых пунктов: деревни Зиновий Наволок, Лаврово, Матрёновщина, Норгино, Средняя, Феньково, Холодный Ручей, Чурручей, Ярославичи; посёлок Кузра, общей численностью населения 607 человек.
В 1997 году в деревне Ярославичи Ярославской волости проживали 287 человек.
До 2006 года деревня Ярославичи являлась административным центром Ярославской волости. После проведения муниципальной реформы она вошла в состав Винницкого сельского поселения уже в качестве обычного, рядового населённого пункта.

## География
Деревня расположена в западной части района на автодороге 41К-016 (Станция Оять — Плотично).
Расстояние до административного центра поселения — 25 км.
Расстояние до ближайшей железнодорожной станции Подпорожье — 106 км.
Деревня находится на правом берегу реки Оять.

## Демография
| 2007 | 2010 | 2017 |
| ---- | ---- | ---- |
| 253  | ↘180 | ↗187 |

### Национальный состав
В 2002 году в деревне проживали 216 человек (русские — 61 %, вепсы — 34 %).
Согласно данным Всероссийской переписи населения 2021 года в деревне проживали 75 человек, из них:
 русские — 66, вепсы — 6, марийцы — 1, татары — 1, украинцы — 1 человек.

## Социальная сфера
В деревне имеются сельский Дом культуры и сельская библиотека. Ранее в Ярославичах работала общеобразовательная школа № 15, но в 2009 году она была закрыта, а её ученики переведены в Винницкую школу № 12.
В Ярославичах работает фельдшерско-акушерский пункт.

## Транспорт и связь
С административным центром поселения деревня связана пригородным автобусом (маршрут № 125, 7 рейсов в неделю).
В деревне имеется сельское отделение почтовой связи (индекс 187762).

## Достопримечательности
- Церковь Николая Чудотворца, 2005 года постройки, деревянная, действующая. Первый храм был построен до 1563 года. Сгорел в 1862 году. В 1863 году был построен второй деревянный храм на кладбище. Закрыт в 1935 году, не сохранился[18].

## Улицы
Костина А. Ф., Молодёжная, Набережная, Школьная.